# Hans-Harald Reber
Hans-Harald Reber (* 1973 in Schwäbisch Hall) ist ein deutscher Koch.

## Werdegang
Reber entstammt einer Gastronomen-Familie; der Gasthof Pflug, der seit 1805 besteht, war einige Jahre von Rebers Oma geführt worden und dann lange geschlossen.
Reber begann seine Ausbildung im Restaurant Eisenbahn in Schwäbisch Hall. Er wechselte zu Vincent Klinks Wielandshöhe in Stuttgart und zum Historischen Schwanen bei Bernhard Diers in Haigerloch. Dann absolvierte er die Hotelfachschule Bavaria in Altötting.
1996 machten sich Reber mit seiner Frau Anette im seit 1805 existierenden Landgasthof Pflug selbständig. Seit dem Guide Michelin  2009 wird „Reber’s Pflug“ mit einem Stern ausgezeichnet.

## Auszeichnungen
- 2008: Ein Stern im Guide Michelin 2009[3]
- 2008: 16 Punkte Gault Millau

## Mitgliedschaften
- Jeunes Restaurateurs d’Europe[4]